# 保寧府

四川省の保寧府の位置（1820年）

保寧府（ほねいふ）は、中国にかつて存在した府。元代から民国初年にかけて、現在の四川省北東部に設置された。

## 概要
1276年（至元13年）、元により閬州は保寧府に昇格した。保寧府は広元路に属し、閬中・蒼渓・南部の3県を管轄した。
明のとき、保寧府は四川省に属し、直属の閬中・蒼渓・南部・広元・昭化の5県と巴州に属する通江・南江の2県と剣州に属する梓潼県、合わせて2州8県を管轄した。
清のとき、保寧府は四川省に属し、閬中・蒼渓・南部・広元・昭化・通江・南江・巴州・剣州の2州7県を管轄した。
1913年、中華民国により保寧府は廃止された。